# Bufoceratias wedli
Bufoceratias wedli är en fiskart som först beskrevs av Pietschmann 1926.  Bufoceratias wedli ingår i släktet Bufoceratias och familjen Diceratiidae. Inga underarter finns listade.